# 島崎直也
島崎 直也（しまざき なおや、1974年1月10日 - ）は、こども向け参加体験型コンテンツプランナー/エンターテイナー。
ニックネーム・芸名はなおやマン。
有限会社ケミカルエンターテインメント　代表取締役。こどもヘンテコまほうラボ　所長。2016年4月から2023年3月末まで佐久市子ども未来館館長。2025年4月から佐久市コスモホール館長。父は作家の島崎保久。

## 来歴
東京都板橋区出身。学習院大学理学部化学科卒業後、横浜市にあった東京ガス環境エネルギー館（2014年閉館）で3年間、教育プログラムの企画運営を担当。
結婚と転職を機に2003年、軽井沢に移住。
2004年にケミカルエンターテインメントを設立。全国各地で、「毎日の当たり前をワクワクに」する、子ども向けのステージショーやワークショップを展開中。
2016年から佐久市子ども未来館の館長も務める。
2007年度エネルギー・コミュニケーター奨励賞受賞（経済産業省資源エネルギー庁主催）
第1回『キッズワークショップアワード』優秀賞受賞
第2回『キッズワークショップアワード』優秀賞受賞
環境省　第7回グッドライフアワード実行委員会特別賞『子どもと親子のエコ未来賞』受賞

## 人物
ピンクの衣装にモヒカンがトレードマーク。ピンクに特別深い意味はなく、単純に好きなだけ。 「人混みに紛れても見つけやすいし、洗濯物で家がすぐわかる（笑）」と語っている 。